# Шпачок китайський
Шпачок китайський (Sturnia sinensis) — вид горобцеподібних птахів родини шпакових (Sturnidae).

## Поширення
Вид розмножується на півдні Китаю та півночі В'єтнаму. Зимує в Індокитаї, Таїланді, Хайнані і Тайвані, а також на південному узбережжі Китаю.

## Опис
Це коричнево-сірий птах з чорними крилами й хвостом і білими криючими перами надкрил.